# Ónodi Ákos
Ónodi Ákos, Ónody (Déva, 1889. július 12. – Győr, 1957. március 10.) színész.

## Életútja
Somlyói diák korában határozta el, hogy színész lesz. 1907. augusztus 1-jén Tóváry Antalnál kezdte a pályáját Kispesten, egy év után Sziklay Kornél, majd Feld Zsigmond társulatának volt tagja Budapesten. 1910-ben a Király Színháznál működött, 1913. szeptember 1-jén a Nemzeti Színház szerződtette, miközben elvégezte Rákosi Szidi színésziskoláját. Pályáján lassan, de biztosan haladt, úgyszólván szerepről-szerepre fejlődött. 1924-ben Farkas–Ratkó-díjjal tüntették ki. 1944-ig volt a Nemzeti tagja, 1945-ben az igazolóbizottság eltiltotta. 1947–48-ban a Kis Színházban, 1953–55-ben Magyar Néphadsereg Színházában, majd 1955–56-ban a Győri Nemzeti Színházban lépett fel.

## Fontosabb szerepei
- Tiborc (Katona József: Bánk bán)
- Csorba Márton (Csepreghy Ferenc: A sárga csikó)
- Fürge (Beumarchais: A sevillai borbély)
- Színészkirály (Shakespeare: Hamlet)
- Valér (Molière: Fösvény)
- Damis (Molière: Tartuffe)
- Tarics (Herczeg Ferenc: Ocskay brigadéros)
- Benvolio (Shakespeare: Romeó és Júlia)
- Valentin (Shakespeare: Vízkereszt)